# Второй банк Соединённых Штатов
Второй банк Соединённых Штатов (англ. The Second Bank of the United States) — американский банк, существовавший с 1816 по 1833 годы.

## История

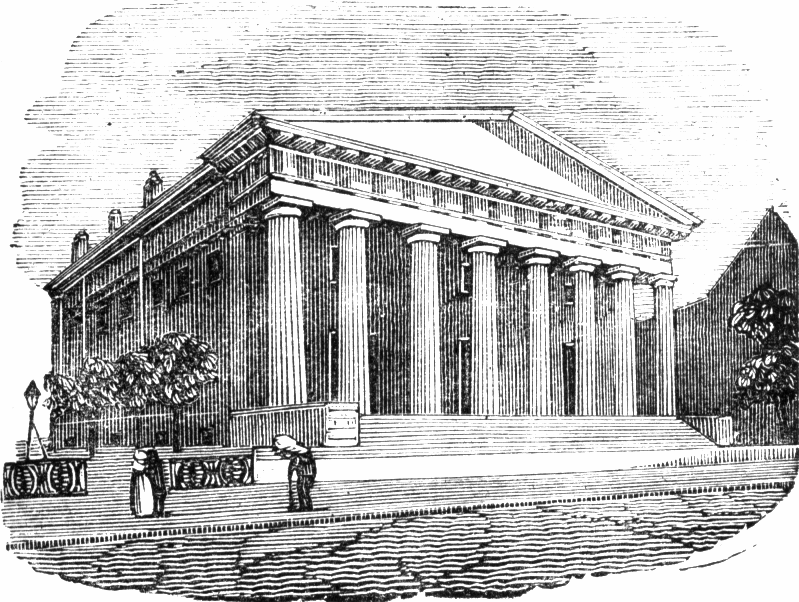
Здание банка на Честнат-стрит в Филадельфии. Иллюстрация из книги 1875 года

После 1814 года большое количество коммерческих банков отказывалось от размена своих банкнот на металлические деньги. С августа 1814 года по февраль 1817 года Федеральное правительство разрешило ограничить коммерческим банкам размен на металлические деньги (кроме Новой Англии). Проект нового банка предполагал, что это будет частная корпорация с 20 % участием государства. Банк должен был обладать монополией на выпуск общенациональных бумажных денег. На его счетах должны были находиться средства Министерства финансов США.

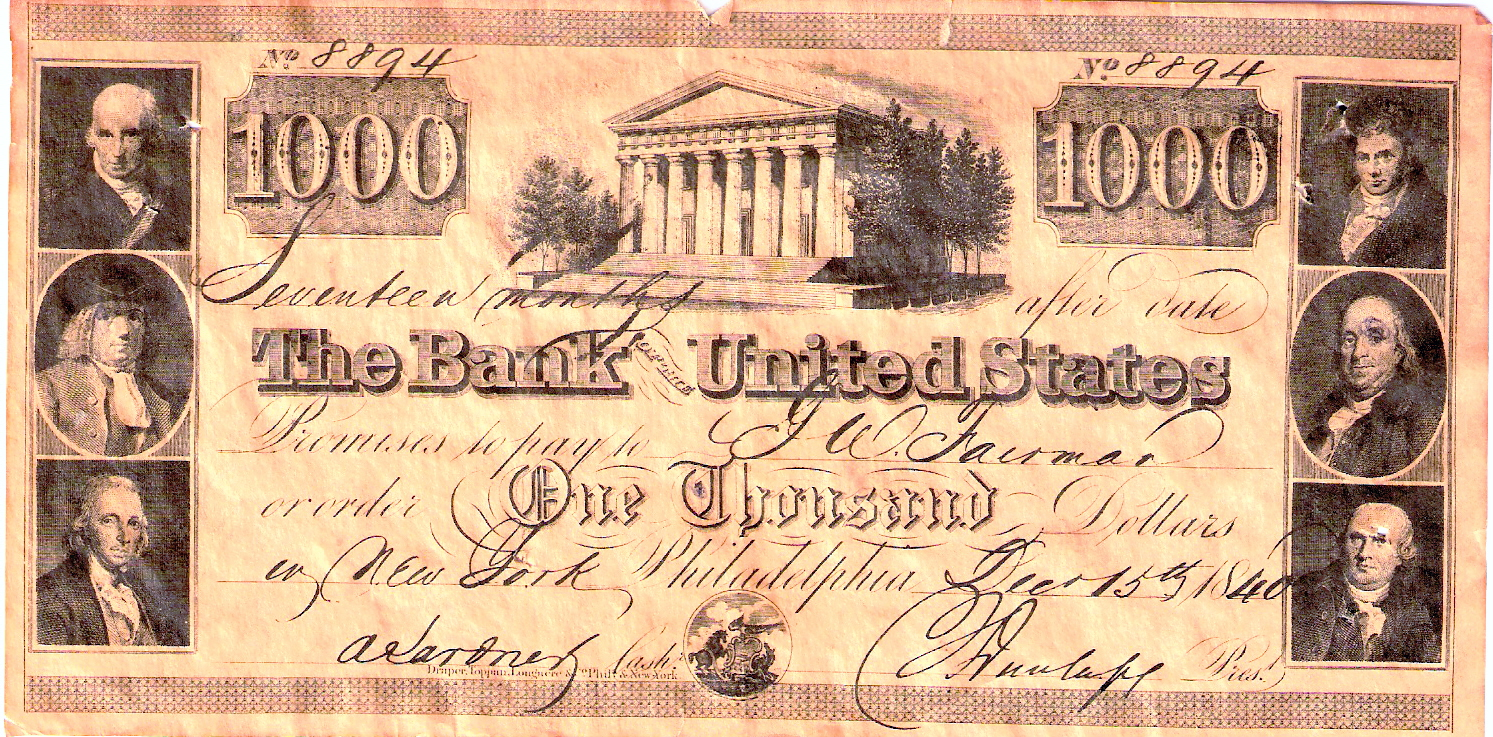
Простой вексель (долговое обязательство), выпущенный Вторым банком 15 декабря 1840 года на сумму 1000 долларов США

В апреле 1816 года обе палаты Конгресса ратифицировали законопроект об учреждении Второго банка Соединённых Штатов. Так же, как и Первому банку Соединённых Штатов, лицензия была выдана на осуществление деятельности в период с 1816 по 1836 годы. Одновременно была принята резолюция о возобновлении размена бумажных денег на металлические с 20 февраля 1817 года.
В январе 1817 года банк начал свою работу. Президентом был назначен Лингдон Чивс. В феврале 1817 года Второй банк Соединённых Штатов выдал кредит крупнейшим банкам США на общую сумму 6 млн долларов США для поддержания их платёжеспособности с 20 февраля. Согласно закону, а также Уставу банка, уставный капитал данного учреждения должен был составлять 7 млн долларов США, но в период с 1817 по 1818 годы он не превышал 2,5 млн.
К 1818 году банк эмитировал банкнот на 21,8 млн долларов США. Объём денег в обращении вырос с 67,3 млн долларов США в 1816 году до 94,7 млн долларов США в 1818 году. Индекс цен рос, что подтверждают данные о росте цен экспортных товаров в Чарлстоне с 102 пунктов в 1815 году до 160 к июлю 1818 года. В июле 1818 года из-за резкого сокращения металлических резервов Второй банк Соединённых Штатов прекратил размен своих банкнот на металлические деньги. Объём банкнот и депозитов банка сократился с 21,9 млн долларов США в июне 1818 года до 11,5 млн долларов США к середине 1819 года. В США произошёл циклический спад, что отразилось на ценах экспортных товаров в Чарлстоне, снизившихся со 158 пунктов в ноябре 1818 года до 77 пунктов в июне 1819 года. До января 1823 года объём депозитов и банкнот банка не превышал 12 млн долларов США, а к 1830 году этот объём вырос до 29 млн долларов США.
В 1829 году Президент США Эндрю Джексон в первом своём ежегодном послании к Конгрессу объявил о намерении отозвать лицензию у Второго банка Соединённых Штатов. В 1831 году Николас Биддл — второй президент банка, направил в Конгресс законопроект о продлении лицензии банка. Законопроект прошёл обе палаты Конгресса, но Эндрю Джексон наложил на него вето, которое Конгресс не сумел преодолеть. В 1833 году объём банкнот и депозитов Второго банка вырос до 42,1 млн долларов, что частично может объяснить рост цен с июля 1830 года с 82 пунктов до 99 пунктов в конце 1833 года. При этом объём металлических денег в обращении был с 1823 по 1833 годы на уровне 32 млн долларов.
В 1833 году Эндрю Джексон вывел правительственные средства из Второго банка в ряд коммерческих банков США. Второму банку Соединённых Штатов пришлось получать лицензию штата Пенсильвания. С 1833 года он работал как «Банк Соединённых Штатов, Пенсильвании».